# 仰山洼
仰山洼是北京的一个洼地，也是一个地名，位于北京市朝阳区奥运村北部。
仰山洼是晚更新世晚期形成的沼泽洼地。该洼地是盆状凹地，清河自西向东横穿该洼地北部的边缘。洼地中部有洼里村。